# Harpersville
Harpersville es un pueblo ubicado en el condado de Shelby en el estado estadounidense de Alabama. En el censo de 2000, su población era de 1620.

## Demografía
En el 2000 la renta per cápita promedia del hogar era de $ 31.655$, y el ingreso promedio para una familia era de 34.632$. El ingreso per cápita para la localidad era de 12.783$. Los hombres tenían un ingreso per cápita de 28.839$ contra 22.069$ para las mujeres.

## Geografía
Harpersville está situado en 33°19′33″N 86°25′34″O / 33.32583, -86.42611 (33.325848, -86.426121).
Según la Oficina del Censo de los EE. UU., la ciudad tiene un área total de 15.88 millas cuadradas (41.14 km²).